# Saint-Nicolas-du-Bosc
Saint-Nicolas-du-Bosc foi uma antiga comuna francesa na região administrativa da Normandia, no departamento de Eure. Estendia-se por uma área de 9,39 km². Em 2010 a comuna tinha 270 habitantes (densidade: 28,8 hab./km²).
Em 1 de janeiro de 2016, passou a formar parte da nova comuna de Le Bosc-du-Theil.